# Boîte noire (système)
Pour les articles homonymes, voir Boîte noire.
Une boîte noire, ou boîte opaque, est la représentation d'un système sans considérer son fonctionnement interne (que ce soit un objet mécanique ou électronique, une intelligence artificielle, un organisme, une personne, un mode d'organisation sociale, ou n'importe quel autre système).
Quand un fonctionnement interne est soit inaccessible, soit omis délibérément, son fonctionnement en boîte noire ne peut être appréhendé que sous l'angle de ses interactions :
« Ce qui — en dernière analyse — justifie l’attitude ludique, c’est que le seul moyen concevable de dévoiler une boîte noire, c’est de jouer avec. » (René Thom).

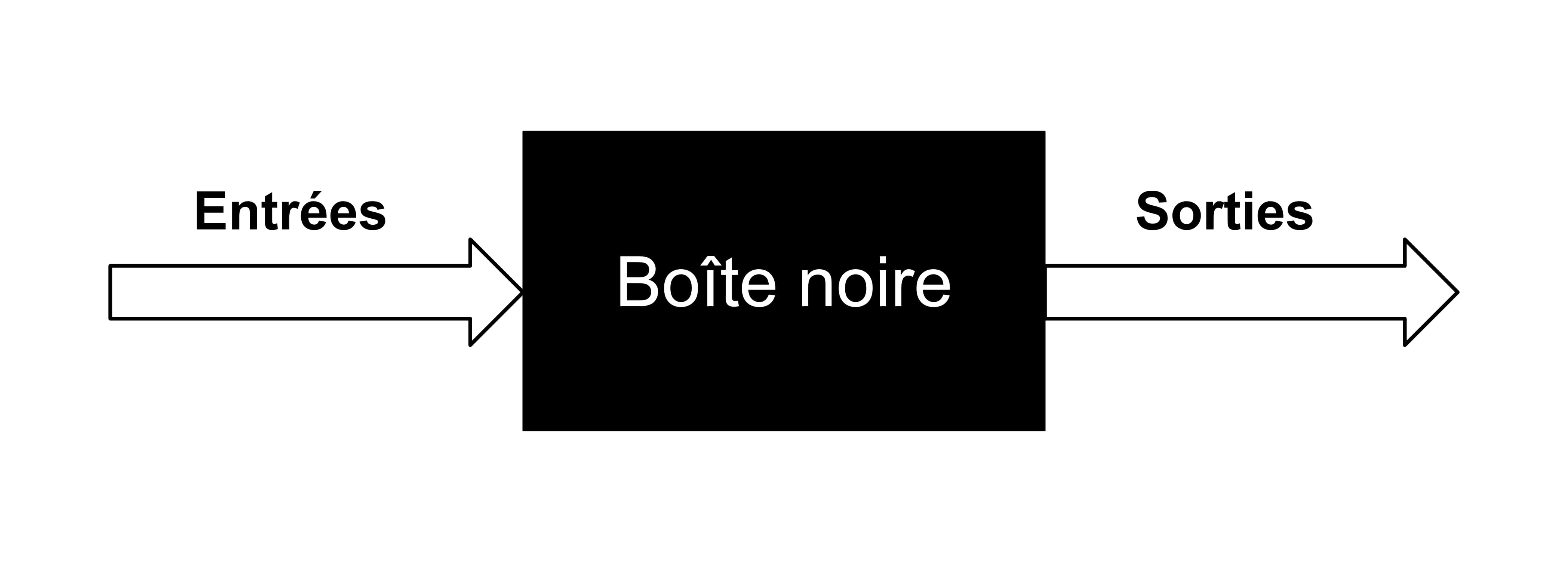
Schématisation : les entrées et les sorties sont représentées, mais ce qui fait le lien entre les deux est « masqué par la boîte noire ».

La boîte noire est représentée de façon élémentaire en affichant les entrées et les sorties mais en masquant le fonctionnement interne. De nombreux systèmes peuvent être représenté sous forme d'une boîte noire : un transistor, un algorithme, un réseau comme internet, le fonctionnement d'une entreprise ou les relations humaines au sein d'un groupe.

## Sémantique, vocabulaire
Le contraire d'une boîte noire, dit « boîte blanche », est un système dont les mécanismes sont visibles et permettent d'en comprendre le fonctionnement. Une bicyclette illustre bien ce type de système parce que, contrairement à ce qui se passe avec une boîte noire, les mécanismes de propulsion, de guidage, d'adhérence et de freinage en sont visibles au premier coup d'œil.
Un algorithme en boîte noire est dit observable si tout changement de ses variables transparaît dans ses sorties, alors qu'un algorithme décisionnel est dit opaque quand il ne peut pas accéder à un seul des composants suivants : code source, entrées ou variables.

## Théorie

### Origine
Les idées sur lesquelles reposent les méthodes de décryptage d'une boîte noire sont parfois attribuées aux intuitions de Wilhelm Cauer (vers 1941) et à Franz Breisig.
Mais c'est en 1948 qu'une théorisation précise du principe est proposée par Norbert Wiener dans son essai « Cybernétique et société », réalisé à la demande de nombreux chercheurs (notamment pour diffuser ce qui est ressorti des réflexions des conférences Macy).

### Rapport à la cybernétique et aux représentations symboliques
La boîte noire, en tant que notion formalisée, est décrite en même temps que la cybernétique (en 1948), et présentée dans le même ouvrage, puisque c'en est un des outils fondamentaux : dans cette première mouture, la cybernétique est une modélisation de l'étude exclusive des échanges et la boîte noire est le moyen de le faire. Autrement dit, dans le sens exposé dans ce premier ouvrage, utiliser le concept de la boîte noire revient à faire de la cybernétique au sens le plus élémentaire.
Devant la difficulté d'expliciter cette idée, Norbert Wiener utilise l'exemple d'une machine se substituant à un organisme pour imager la possibilité de remplacer un système par un autre sans connaître le détail de l'architecture du système considéré  . 
Cette idée, souvent reprise dans le domaine de la science-fiction, tend à accentuer l'incompréhension et l'appréhension (que l'on retrouve dans le terme cyborg), même s'il y eut des retours étonnants à la science puisque c'est par ce biais qu'est apparu le terme de robotique (inventé sans le savoir par Isaac Asimov).

## Applications
L'étude d'une boite noire porte essentiellement sur les valeurs des sorties en fonction des valeurs des entrées. 

Les caractéristiques étudiées sont généralement le retard, la constante de temps, la réponse en fréquence, le gain.

### Informatique
En informatique, on utilise cette notion de boîte noire dans de nombreux contextes.
- On désigne ainsi les programmes dont le fonctionnement ne peut pas être connu (comme un programme compilé dont nous ne disposons pas des fichiers sources). Typiquement, un logiciel qui n'est sont pas open source est une boîte noire : Apple iOS, Microsoft Office, Adobe Photoshop sont ainsi des logiciels propriétaires car seul l'éditeur connaît les secrets de fonctionnement. La même analyse vaut pour programme qui est exécuté à distance sur un réseau informatique : Google Workspace, DropBox, Meta Instagram, Twitter…

- En cryptologie, soit pour concevoir des algorithmes cryptographiques avec des propriétés idéales, soit pour concevoir et traiter les capacités d'un adversaire inconnu.

- Le test de la boîte noire est utilisé pour vérifier que les sorties obtenues sont bien celles prévues pour des entrées données. Le terme de boîte noire est utilisé car on teste la réponse aux spécifications sans s'occuper de la manière dont le programme est écrit.

### Psychologie
En psychologie cette théorie désigne parfois le cerveau ou l'être conscient qui répond aux stimulations de l'environnement et dont on ne souhaite pas étudier le fonctionnement interne menant à cette réponse. Elle a la particularité dans cette discipline, d'être souvent rattaché aux principes du comportementalisme (ou béhaviorisme) qui est pourtant antérieur et distinct du concept de boîte noire ; la notion de boîte noire n'a été intégrée au comportementalisme qu'à partir de la théorisation proposée par Norbert Wiener en 1948.
Elle ne doit pas être confondue avec la boîte de Skinner (conçue en 1930) qui est dans rapport. 

### Dans les transports
Dans ce domaine, la boîte noire a un sens très différent : celui d'un dispositif qui enregistre certaines données du fonctionnement d'un appareil (avion typiquement) qui est analysé comme une boîte noire, en fonction de certaines données clefs. C'est le boîtier qui enregistre ces données qui est ici appelé boîte noire, l'instrument qui permet généralement de mieux pouvoir déterminer les causes d'un éventuel accident. Le terme a ensuite été élargi à tous les systèmes d'enregistrement de l'état des machines dans le domaine des transports y compris maritime et ferroviaires.

### Économie
Dans la théorie néoclassique, l'entreprise est vue comme une « boîte noire », on ne s'intéresse qu'à ce qui entre (input) et à ce qui sort (output).

### Autres domaines
- En électronique, un élément scellé d'un équipement remplaçable.
- En modèle mathématique, c'est un cas de limitation.
- En matière de gestion des stocks, il existe des programmes de boîte noire basés sur des algorithmes spécifiques.